# Соблиров, Жантемир Хазреталиевич
Жантемир Хазреталиевич Соблиров (23 декабря 1994 года, село Герменчик, Урванский район, Кабардино-Балкария, Россия) — российский футболист, защитник.

## Карьера
Воспитанник клуба «Спартак-Нальчик». После вылета клуба из премьер-лиги выступал за молодежный состав краснодарской «Кубани». В 2013 году отправился в Прибалтику. В своей первой команде — литовской «Круое» — не провел ни одного матча. Затем переехал в Латвию, где сыграл семь игр в Высшей лиге за «Спартак» Юрмала.
В 2014 году вернулся в Россию, где заключил контракт с армавирским «Торпедо». Затем играл за ряд других клубов Второго дивизиона. Летом 2017 года пополнил ряды орехово-зуевского «Знамени Труда».

## Семья
Старший брат Астемир Соблиров (род. 1990 г.) также является футболистом.